# Ораховци
Ораховци (серб. Ораховци / Orahovci) — село в общине Вишеград Республики Сербской Боснии и Герцеговины. Население составляет 19 человек по переписи 2013 года.